# Jozef Ružovič
Jozef Ružovič (24. ledna 1922 – 14. prosince 2003) byl slovenský fotbalový obránce.

## Hráčská kariéra
V československé lize hrál za ŠK/Sokol NV Bratislava (dobové názvy Slovanu), aniž by skóroval. Se Slovanem dobyl dva mistrovské tituly v ročnících 1949 a 1950.

### Prvoligová bilance
| Ročník          | Zápasy | Góly | Minuty | Klub                |
| --------------- | ------ | ---- | ------ | ------------------- |
| I. liga 1946/47 | –      | 0    | –      | ŠK Bratislava       |
| I. liga 1947/48 | –      | 0    | –      | ŠK Bratislava       |
| I. liga 1948    | –      | 0    | –      | Sokol NV Bratislava |
| I. liga 1949    | –      | 0    | –      | Sokol NV Bratislava |
| I. liga 1950    | –      | 0    | –      | Sokol NV Bratislava |
| CELKEM I. LIGA  | –      | 0    | –      |                     |